# NGC 907
NGC 907 est une galaxie spirale barrée de type magellanique, vue par la tranche et située dans la constellation de la Baleine. NGC 907 a été découverte par l'astronome germano-britannique William Herschel en 1784.

## Caractéristiques
Sa vitesse par rapport au fond diffus cosmologique est de 1 452 ± 15 km/s, ce qui correspond à une distance de Hubble de 21,4 ± 1,5 Mpc (∼69,8 millions d'al).
À ce jour, 14 mesures non basées sur le décalage vers le rouge (redshift) donnent une distance de 20,964 ± 3,754 Mpc (∼68,4 millions d'al), ce qui est à l'intérieur des valeurs de la distance de Hubble.
La classe de luminosité de NGC 907 est IV-V et elle présente une large raie HI. Elle renferme également des régions d'hydrogène ionisé.

## Groupe de NGC 908

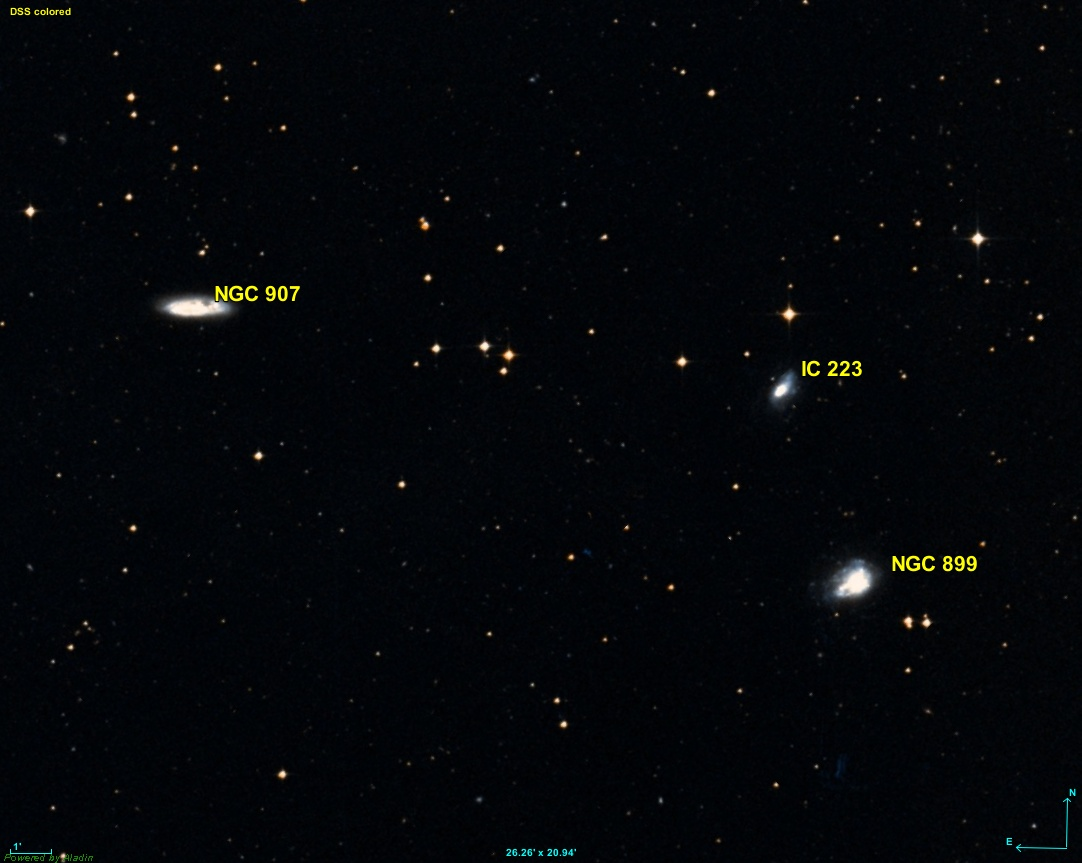
NGC 899, NGC 907 et IC 223, un trio galactique en interaction.

Avec NGC 899 et IC 223, NGC 907 fait partie d'un triplet de galaxies interaction gravitationnelle. NGC 907 fait aussi partie d'un groupe de galaxies, le groupe de NGC 908 qui comprend au moins 8 galaxies. Les sept autres galaxies du groupe inscrites dans l'article de A.M. Garcia paru en 1993 sont NGC 899, NGC 908, IC 223, PGC 866, ESO 544-30, ESO 545-2 et ESO 545-16.